# Área de Fatra-Tatra
El Área Fatra-Tatra (en geomorfología) o el Cinturón Tatra-Fatra de las montañas centrales (en geología) es una parte de los Cárpatos del Oeste Interior, una "subprovincia" de los Cárpatos Occidentales. La mayor parte del área se encuentra en Eslovaquia con pequeñas partes que llegan a Austria y Polonia. La cima más alta de los Cárpatos, la de Gerlachovský štít a 2.655 m (8.711 pies), se encuentra en la cordillera de los Altos Tatras que pertenece a esta área.
El área de Fatra-Tatra se encuentra en el lado norte del cinturón de Pieniny Klippen. Las montañas del área se encuentran en dos cordilleras. La cordillera exterior está formada por: Hainburg Hills, Pequeños Cárpatos (la parte Pezinok), Povazsky Inovec, montañas Strážov, Malá Fatra, Tatras (occidentales, alto Tatra y Belianske Tatry). La cadena interior está formada por: Tribeč, Žiar, Veľká Fatra, montañas Choč, Ďumbier (parte de los Bajos Tatras) y el macizo de Smrekovica en la cadena de Branisko. El límite sur del área es la línea Čertovica, al sur de la cual se encuentra el cinturón de Vepor.
El cinturón Tatra-Fatra consiste en un zócalo cristalino alpino y su cubierta sedimentaria.
El nombre de las montañas centrales deriva del elemento estructural, rocas del zócalo cristalino, que se conservan en el núcleo de los macizos tectónicos, a menudo formando los picos más altos de las montañas.

## Origen

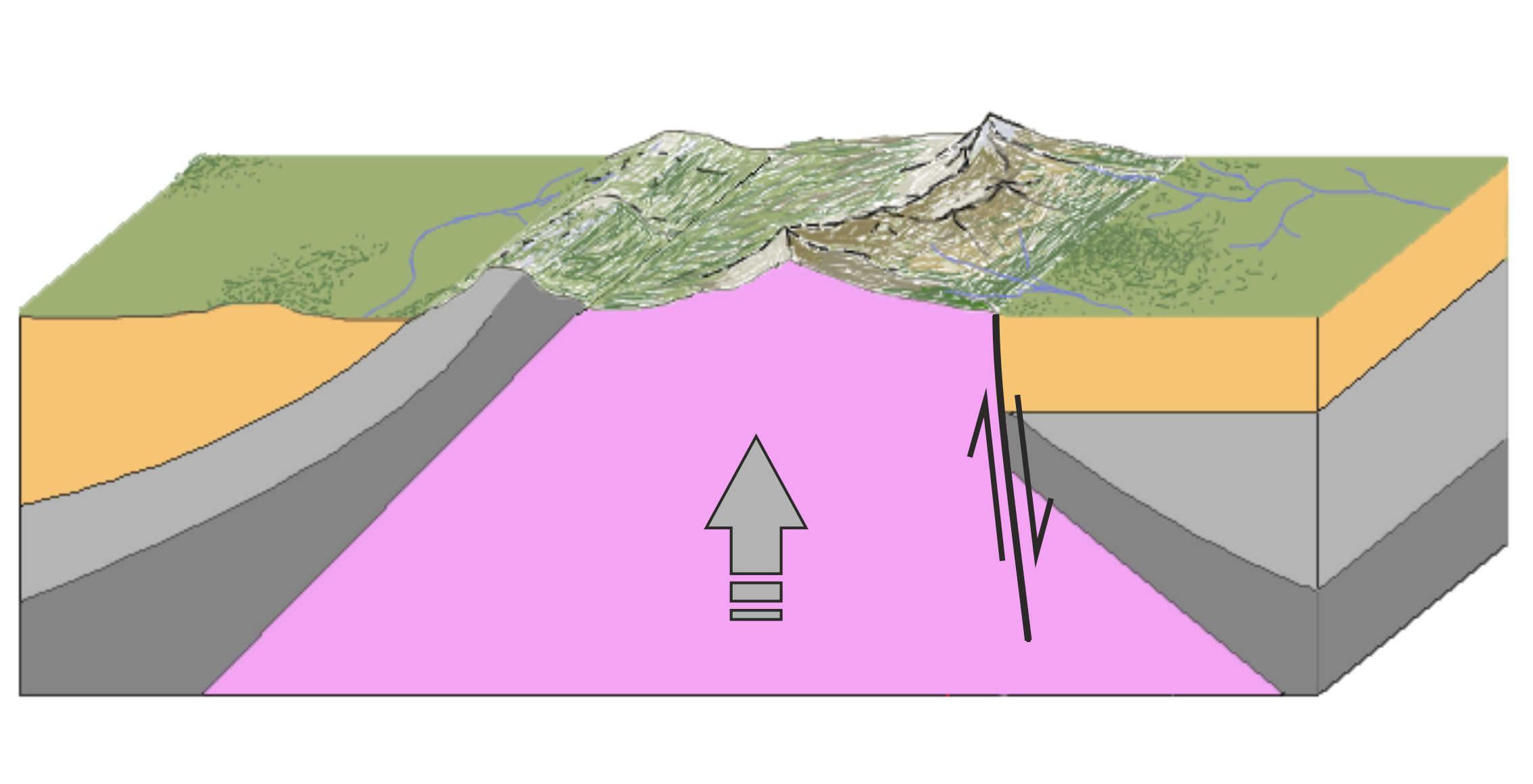
Sección esquemática transversal a través del zócalo montañoso:
Cobertura sedimentaria del Cretácico y el Paleógeno
Nappes Subtátricas (nappes de cabalgamiento)
Cubierta sedimentaria mesozoica (Unidades Tatric)
Zócalo cristalino

El zócalo de las montañas centrales está formado por rocas metamórficas e ígneas predominantemente hercinianas y, localmente, también una cubierta sedimentaria de diversos espesores. En los sedimentos clásticos y volcanoclásticos del Paleozoico depositados en la zona, pero más tarde durante la orogenia Herciniana, los sedimentos se metamorfosearon en las facies de anfibolita y esquisto verde (formando una gran cantidad de gneis y anfibolitas; solo localmente, ortogneises, filitas y esquistos de mica).
Las rocas del zócalo fueron posteriormente expuestas debido a la erosión y al final del Paleozoico fueron afectadas por la transgresión marina que duró hasta el final del Mesozoico. Durante este período, se depositaron rocas sedimentarias, conocidas como unidades de cobertura Tatric. Por lo general, se compone de rocas clásticas y carbonatadas.
En el Cretácico superior la Unidad Tatric, se vio afectada por la orogenia alpina, que causó el movimiento de grandes masas de rocas hacia el norte y el noreste. Al sur del área de Tatric se deslizaron dos mantos de corrimiento superficiales, los llamados nappes subtátricos, que penetraron en el Tatric. Estos nappes generalmente están compuestos de piedra caliza, marga, dolomita y menos por areniscas y pizarras.